# Вулиця Луцького
Вулиця Луцького – вулиця у Залізничному районі Львова, місцевість Левандівка, Клепарів. Сполучає вулицю Шевченка із вулицею Бортнянського.